# Beverly Owen
Pour les articles homonymes, voir Owen.
Beverly Owen, nom de scène de Beverley Ogg, est une actrice américaine née le 13 mai 1937 à Ottumwa (Iowa) et morte le 21 février 2019.

## Biographie
Owen a grandi à Ames, dans l'Iowa, où son père était professeur d'agriculture à l'université d'État de l'Iowa. Elle a obtenu un diplôme de premier cycle de l’université du Michigan et a étudié avec le célèbre professeur de théâtre Sanford Meisner. Après ses études, elle a déménagé à New York pour poursuivre une carrière dans la production télévisée, prenant le nom de scène Beverley Owen. Elle a travaillé comme dactylo et secrétaire pour CBS jusqu'à ce qu'elle auditionne et apparaisse à la Troisième caméra. Eleanor Kilgallen, agente de talent, a signé son contrat pour une période de sept ans avec Universal Studios. Owen est apparu dans Kraft Mystery Theatre, Le Virginien, La Grande Caravane et dans le long métrage La Patrouille de la violence interprété par Audie Murphy, avant de décrocher le rôle de Marilyn Munster dans Les Monstres.
Owen a quitté son rôle dans Les Monstres pour se marier avec l'auteur et producteur Jon Stone. Ils ont été mariés pendant huit ans (1966-1974). Elle a deux filles, Polly et Kate. Elle poursuivit ses études en Histoire coloniale de l'Amérique du Nord, pour laquelle elle obtint une maîtrise en 1989. Après Les Monstres, Owen apparut dans des productions théâtrales et des publicités. En 1972, elle a joué pendant neuf mois avec la docteure Paula McCrea dans le feuilleton Another World, qu’elle a rappelé comme l’un de ses rôles préférés.
La fille de Beverley, Polly, a confirmé que l'actrice était décédée du cancer de l'ovaire le 21 février 2019 à l'âge de 81 ans. Butch Patrick, co-vedette de Les Monstres, a publié une déclaration sur Facebook le 24 février 2019 indiquant: « La belle Beverly Owen nous a quittés. Quelle douce âme. J'ai eu le plus gros béguin pour elle. RIP Bev et merci pour vos 13 épisodes mémorables de Marilyn Munster ».

## Filmographie

### Cinéma
- 1964 : La Patrouille de la violence : Susan

### Télévision

#### Séries télévisées
- 1961 : As the World Turns : Linda Elliot (Elle été dans la série entre 1961 à 1964, Nombre d'épisodes inconnu)
- 1963 : The Doctors : Y'a pas de nom a son personnage (Saison 1 - épisode 47)
- 1963 : Kraft Mystery Theater : Anita Longstreet (saison 3 - épis 1)
- 1963 : La Grande Caravane : Grace Marshall (Saison 7 - épis 6)
- 1964 : Le Virginien : Margaret 'Maggie' Tyrone (Saison 2 - épis 15)
- 1964 : Les Monstres : Marilyn Munster (Saison 1 - 13 épisodes)
- 1971 : Another World : Dr Paula McCrea (Dans 3 épisodes : 1 épisode en 1971 + 2 épisodes en 1972)